# Yupuá

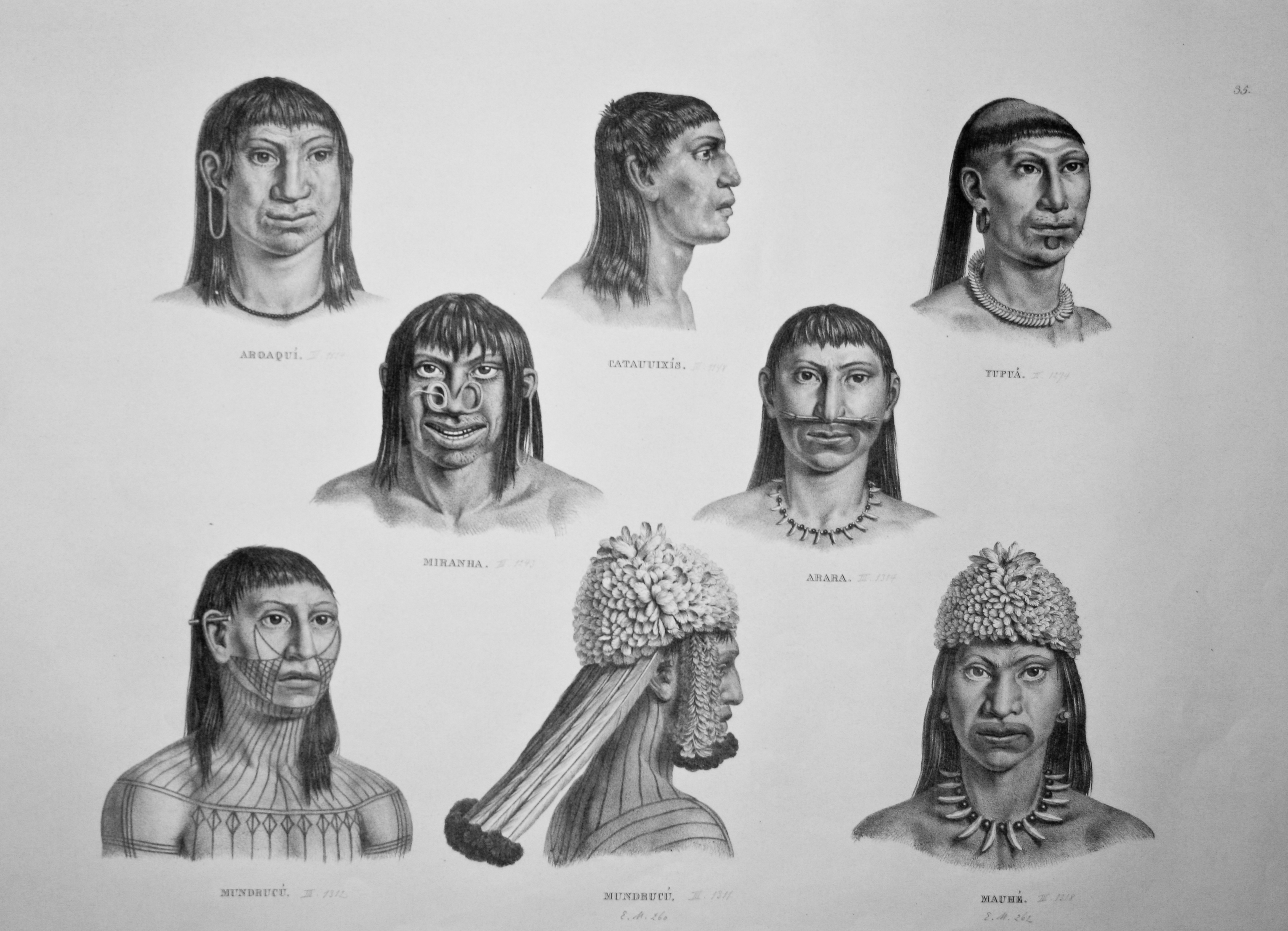
Mannen längst upp till höger anges vara Yupuá. Bild ur Reiseatlas von Spix und Martius med teckningar från resan 1817–1820.

Yupuá (även Yupúa, Jupuá, Taiasú-tapuyo, Japuá, Iapuá, Jupihuá) var ett av ursprungsfolken som levde i området kring Apaporisafloden. De levde längs bifloden "Oocá" (kan syfta på Ujcafloden eller Vicafloden) till Apaporis i södra Colombia på gränsen till Brasilien. Språkligt hörde de till tucanofamiljen och de talade två dialekter, Yupuá och Durina. Goldman räknar upp dem som en av 18 grupper som ingår i de östliga tucano. På Etnografiska museet, Stockholm, finns två föremål som anges komma från yupuá.